# Sierpc
Sierpc este un oraș în Polonia.